# 帕拉维奇尼-罗斯皮利奥斯宫

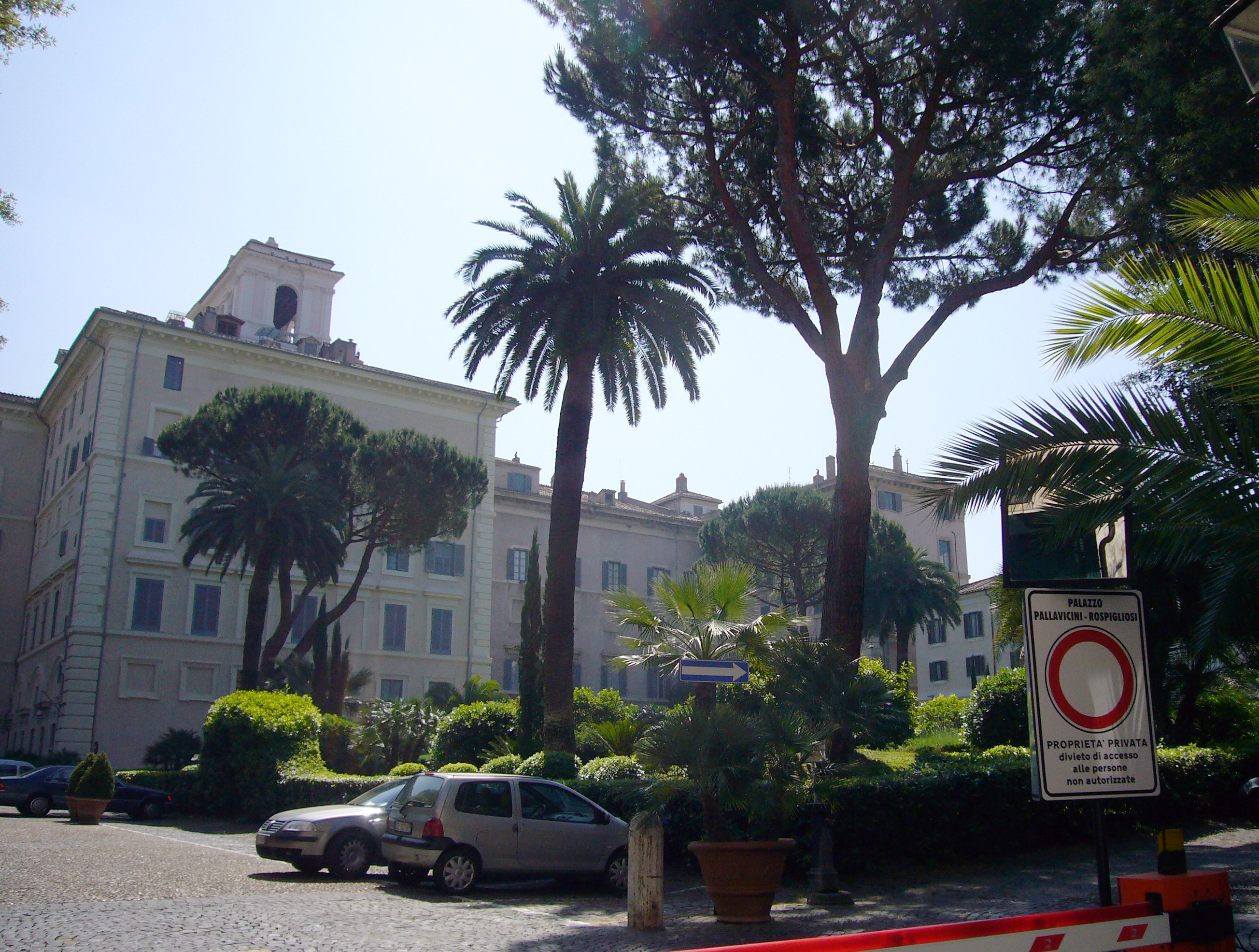
帕拉维奇尼-罗斯皮利奥斯宫

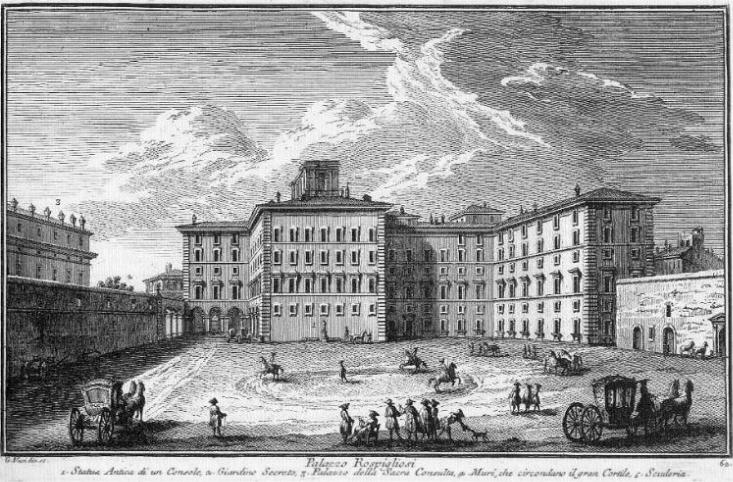

帕拉维奇尼-罗斯皮利奥斯宫（Palazzo Pallavicini-Rospigliosi）是意大利罗马的一座历史建筑，由博爾蓋塞家族在奎利那雷山兴建。